# Chamaecelyphus umsinduzi
Chamaecelyphus umsinduzi är en tvåvingeart som först beskrevs av Elisabeth K. Stuckenberg 1960.  Chamaecelyphus umsinduzi ingår i släktet Chamaecelyphus och familjen Celyphidae. Inga underarter finns listade i Catalogue of Life.